# Frederick Weller
Frederick "Fred" Weller, född 18 april 1966 i New Orleans i Louisiana, är en amerikansk skådespelare och regissör. Han är kusin till Peter Weller. Sedan den 6 september 2003 har han varit gift med Ali Marsh och de har ett barn.
Frederick Weller studerade vid Julliard.

## Filmografi i urval
- 2015 - Billy & Billie (gästroll i TV-serie)
- 2014 - Person of Interest (gästroll i TV-serie)
- 2012 - The Normals
- 2008 - Life in Flight
- 2006 - Monk (gästroll i TV-serie)
- 2003 - Förvandlingen
- 2001 - The Business of Strangers
- 2000 - In the Beginning
- 2000 - Beach Boys: An American Family
- 1996 - Basquiat – den svarte rebellen
- 1993 - I lagens namn (gästroll i TV-serie)
- 1991 - Bugsy